# Remus (Unternehmen)
Remus (REMUS Innovation GmbH) ist ein österreichischer Hersteller von Sportabgasanlagen mit Hauptsitz in Voitsberg in der Weststeiermark. In der Branche ist Remus unter Remus Performance Sport Exhausts hauptsächlich bekannt durch seine Sportauspuffanlagen für Automobile und Motorräder. Zu den Industriekunden zählen z. B. AMG und Brabus. Über 90 Prozent der Produktion werden in mehr als 60 Länder exportiert.

## Geschichte
Die Remus Innovation GmbH wurde 1990 gegründet. Fünf Jahre später war das Unternehmen laut eigenen Angaben Weltmarktführer unter den Sportabgasanlagenherstellern. 2013 wurde die Remus Technology in den USA gegründet.
2016 ging die Mehrheit der Remus-Sebring-Group an Haselsteiner & Zöchling über. Außerdem wurde in diesem Jahr auch die Erne Gruppe und deren Tochterunternehmen We-Form GmbH erworben.
Die Remus-Sebring-Group beteiligte sich 2017 an ATT - Advanced Thermal Technologies aus Dobl. Zu diesem Zeitpunkt war das Unternehmen Technikpartner des Mercedes-AMG DTM-Teams und ist bis heute Serienpartner.
2019 ging die 100%ige Eigentümerschaft an Haselsteiner & Zöchling über, welche Anfang 2020 die Remus Innovations- und Forschungsabgasanlagenproduktionsgesellschaft m.b.H. und die Sebring Technology GmbH in die Remus Innovation GmbH gefasst haben.
Im Jahr 2021 beschäftigte das Unternehmen rund 700 Mitarbeiter, die auf über 40.000 Quadratmetern Produktionsfläche Abgasanlagen produzieren.
Neben der fast vollständigen Tunerbranche zählen auch zahlreiche Premiumfahrzeughersteller wie Mercedes-AMG (bis Dezember 2023), Brabus, Porsche, Lamborghini, Bentley, McLaren, Aston Martin, BMW, Audi (Q7, Q8 sowie B10), VW (Touareg) oder Ducati zu den OEM-Kunden der Remus Innovation GmbH.
Die Remus-Group besteht heute neben der Remus Innovation GmbH aus We-Form GmbH und ATT advanced thermal technologies.
Im September 2021 wurde die Schließung des Werkes in Bärnbach mit Ende 2021 bekannt, trotz eines 18 Mio. Euro Jahresgewinn.  Rund 60 Leiharbeiter und Leiharbeiterinnen sind von der Schließung des Remus-Werks betroffen und werden ihre Arbeit verlieren.
Teile der Produktion sollen nach Sanski Most verlegt werden.

## Kernkompetenzen
Remus ist Ansprechpartner für Aufgabenstellungen rund um das Thema Abgasanlagen und auch Lieferant der internationalen Fahrzeugindustrie.
Der Schwerpunkt liegt auf folgenden Materialien und Technologien:
- Nichtrostende Stähle (ferritische und austenitische)
- Inconel
- Titan
- Andere Stähle (legiert, unlegiert)
- Hydroforming
- Stanzen und Umformen
- Tiefziehen
- Rohrbiegen
- axiale und radiale Endenverformung
- Fügetechniken wie z. B. Nieten oder Löten
- Schweißen (Laser/MIG/MAG/WIG)
- Sonstiges (Laserschneiden sowie Rohr-, Blech- und 3D-Schneiden)[11]

## Produkte
Das Unternehmen hat verschiedenste Produkte mit unterschiedlichen Designs und Sounds für alle gängige europäische Automarken im Sortiment. Im Motorradlieferprogramm sind Marken von Benelli bis Yamaha und Produkte für Street-Bikes, Offroad-Bikes und Chopper/Cruiser. 2019 startete das Unternehmen mit einer Auswahl an Freizeitkleidung.

## Sponsoring
Remus war Ausstatter vieler Teams und Motorsportserien und Sponsor zahlreicher Sportler. Neben Motorsportlern wie Karl Wendlinger, Andreas Aigner, Armin Schwarz und Raimund Baumschlager begleitete das Unternehmen z. B. auch Damon Hill oder Jacques Villeneuve. Außerdem engagierte sich Remus im Skisport (Renate Götschl, Hans Knauß), Golf und in anderen Bereichen.
Seit 2017 liegt der Hauptaugenmerk eher im Bereich Motorsport. Das Engagement als Partner der DTM dient auch der Produktentwicklung und dem Technologietransfer von der Rennstrecke auf die Straße.
Seit 2019 ist Remus außerdem Partner des 24h-Rennens am Nürburgring. Remus unterstützt auch Nachwuchsfahrer.